# Smicridea albifrontalis
Smicridea albifrontalis är en nattsländeart som beskrevs av Martynov 1912. Smicridea albifrontalis ingår i släktet Smicridea och familjen ryssjenattsländor. Inga underarter finns listade i Catalogue of Life.